# 부르즈 한화
부르즈 한화(영어: Burj Hanwha)는 이라크 바그다드 비스마야에 위치한 마천루이다.